# Esala Masi
Esala Masi (* 9. März 1974 in Ba,  Fidschi; voller Name Esala Masinisau) ist ein ehemaliger fidschianischer Fußballspieler, der als Mittelfeldspieler oder als Stürmer einsetzbar ist. Zuletzt spielte er bei Altona Magic in der Victorian Premier League in Australien.
Masi begann seine Laufbahn beim Verein der Fiji Sugar Corporation (Ba FSC) in der Provinz Ba, heute der Ba FC. Er wird als bester Fußballer Fidschis aller Zeiten gesehen, da er zehn Jahre Profi in Australien war. Sein Cousin, Manoa Masi spielte ebenfalls in Australien und für das fidschianische Auswahlteam. Sein Debüt gab Masi 1997 gegen Neuseeland. Seitdem absolvierte er mehr als 35 Länderspiele, in denen er 23 Tore erzielte, er ist damit Rekordspieler und -torschütze. Außerdem war er Kapitän des Teams.
Die Fiji Football Association wählte ihn 1993 zum besten Nachwuchsfußballer und in 2000 zu ihrem „Spieler des Jahres“.